# Wesoła (powiat sochaczewski)
Wesoła – wieś w Polsce położona w województwie mazowieckim, w powiecie sochaczewskim, w gminie Rybno. Ma status sołectwa.
| SIMC    | Nazwa  | Rodzaj    |
| ------- | ------ | --------- |
| 0737025 | Piaski | część wsi |

W latach 1975–1998 miejscowość należała administracyjnie do województwa skierniewickiego.
Sołectwo 31 grudnia 2013 roku liczyło 85 mieszkańców.